# Niska orbita okołoziemska

Niska orbita okołoziemska zaznaczona jest kolorem zielonym.
Kliknij obrazek, aby powiększyć i zobaczyć animację.

Niska orbita okołoziemska (ang. low Earth orbit, LEO) – orbita dookoła Ziemi, przebiegająca między powierzchnią Ziemi a Pasami Van Allena, czyli na wysokości od 200 do 2000 kilometrów nad Ziemią. Nad nią znajdują się średnia orbita okołoziemska i orbita geostacjonarna.
Obiekty znajdujące się w niskiej orbicie okołoziemskiej napotykają na gazy atmosferyczne w termosferze (około 80–500 km powyżej Ziemi) lub w egzosferze, w zależności od wysokości.
Większość lotów załogowych odbyła się w niskiej orbicie okołoziemskiej, w tym loty wahadłowców kosmicznych. Wyjątkiem były podorbitalne loty testowe, takie jak wczesne misje Programu Merkury, loty samolotu rakietowego X-15 (który według założeń nie miał osiągać takich wysokości) oraz loty na Księżyc Programu Apollo (powyżej niskiej orbity okołoziemskiej).
Sztuczne satelity poruszające się po niskiej orbicie okołoziemskiej mają prędkość około 27 400 km/h (8 km/s), okrążając Ziemię w czasie około 90 minut. Umieszczenie satelity w niskiej orbicie okołoziemskiej, w stosunku do orbity geostacjonarnej, wymaga mniej energii, a satelita, jako znajdujący się bliżej powierzchni Ziemi, wymaga nadajników o mniejszej mocy do transmisji, dlatego ta część przestrzeni kosmicznej używana jest także w celach komunikacyjnych. Ponieważ takie orbity nie są geostacjonarne, do zapewnienia stałego zasięgu potrzebna jest sieć satelitów. Stosowanie naziemnych anten kierunkowych wymaga ich ciągłego ruchu.
Środowisko niskiej orbity okołoziemskiej jest coraz bardziej zanieczyszczone kosmicznymi śmieciami i staje się to coraz większym problemem, ponieważ uderzenia przy orbitalnych prędkościach są bardzo destruktywne. Amerykańskie służby wojskowe starają się monitorować jak najwięcej obiektów.
Chociaż w niskiej orbicie okołoziemskiej wciąż występuje grawitacja Ziemska (zmniejsza się o około 1% co 30 km), ludzie i obiekty w satelicie poruszającym się bez napędu na orbicie doświadczają stanu nieważkości ze względu na to, że satelita znajduje się w stanie swobodnego spadku. Poruszanie się z pierwszą prędkością kosmiczną zapewnia, że satelita nie wpadnie w atmosferę.